# Galat de propil
Galatul de n-propil este un compus organic, fiind esterul acidului galic cu propanolul. Începând cu anul 1948, este utilizat ca antioxidant în alimente, pentru a preveni reacțiile de oxidare. Ca aditiv alimentar, are numărul E E310.